# Reims-la-Brûlée
Reims-la-Brûlée és un municipi francès, situat al departament del Marne i a la regió del Gran Est. L'any 2007 tenia 207 habitants.

## Demografia

### Població
El 2007 la població de fet de Reims-la-Brûlée era de 207 persones. Hi havia 75 famílies, de les quals 12 eren unipersonals (8 homes vivint sols i 4 dones vivint soles), 24 parelles sense fills, 35 parelles amb fills i 4 famílies monoparentals amb fills.
La població ha evolucionat segons el següent gràfic:
Habitants censats

### Habitatges
El 2007 hi havia 75 habitatges, 74 eren l'habitatge principal de la família i 1 estava desocupat. 74 eren cases i 1 era un apartament. Dels 74 habitatges principals, 65 estaven ocupats pels seus propietaris, 7 estaven llogats i ocupats pels llogaters i 2 estaven cedits a títol gratuït; 1 tenia dues cambres, 6 en tenien tres, 13 en tenien quatre i 54 en tenien cinc o més. 64 habitatges disposaven pel capbaix d'una plaça de pàrquing. A 18 habitatges hi havia un automòbil i a 47 n'hi havia dos o més.

### Piràmide de població
La piràmide de població per edats i sexe el 2009 era:
| Homes | Edats   | Dones |
| ----- | ------- | ----- |
| 0     | 95 o +  | 0     |
| 0     | 90 a 94 | 0     |
| 0     | 85 a 89 | 0     |
| 0     | 80 a 84 | 0     |
| 4     | 75 a 79 | 4     |
| 4     | 70 a 74 | 0     |
| 4     | 65 a 69 | 4     |
| 4     | 60 a 64 | 8     |
| 0     | 55 a 59 | 0     |
| 12    | 50 a 54 | 4     |
| 8     | 45 a 49 | 4     |
| 4     | 40 a 44 | 4     |
| 8     | 35 a 39 | 16    |
| 16    | 30 a 34 | 12    |
| 4     | 25 a 29 | 0     |
| 8     | 20 a 24 | 0     |
| 4     | 15 a 19 | 20    |
| 20    | 10 a 14 | 4     |
| 20    | 5 a 9   | 8     |
| 0     | 0 a 4   | 8     |

## Economia
El 2007 la població en edat de treballar era de 129 persones, 101 eren actives i 28 eren inactives. De les 101 persones actives 97 estaven ocupades (57 homes i 40 dones) i 4 estaven aturades (3 homes i 1 dona). De les 28 persones inactives 11 estaven jubilades, 7 estaven estudiant i 10 estaven classificades com a «altres inactius».

### Ingressos
El 2009 a Reims-la-Brûlée hi havia 75 unitats fiscals que integraven 219,5 persones, la mediana anual d'ingressos fiscals per persona era de 18.018 €.

### Activitats econòmiques
Dels 4 establiments que hi havia el 2007, 1 era d'una empresa de construcció i 3 d'empreses de comerç i reparació d'automòbils.
L'únic servei als particulars que hi havia el 2009 era una empresa de construcció.
L'any 2000 a Reims-la-Brûlée hi havia 5 explotacions agrícoles que ocupaven un total de 545 hectàrees.

## Poblacions més properes
El següent diagrama mostra les poblacions més properes.